# 玉作湯神社

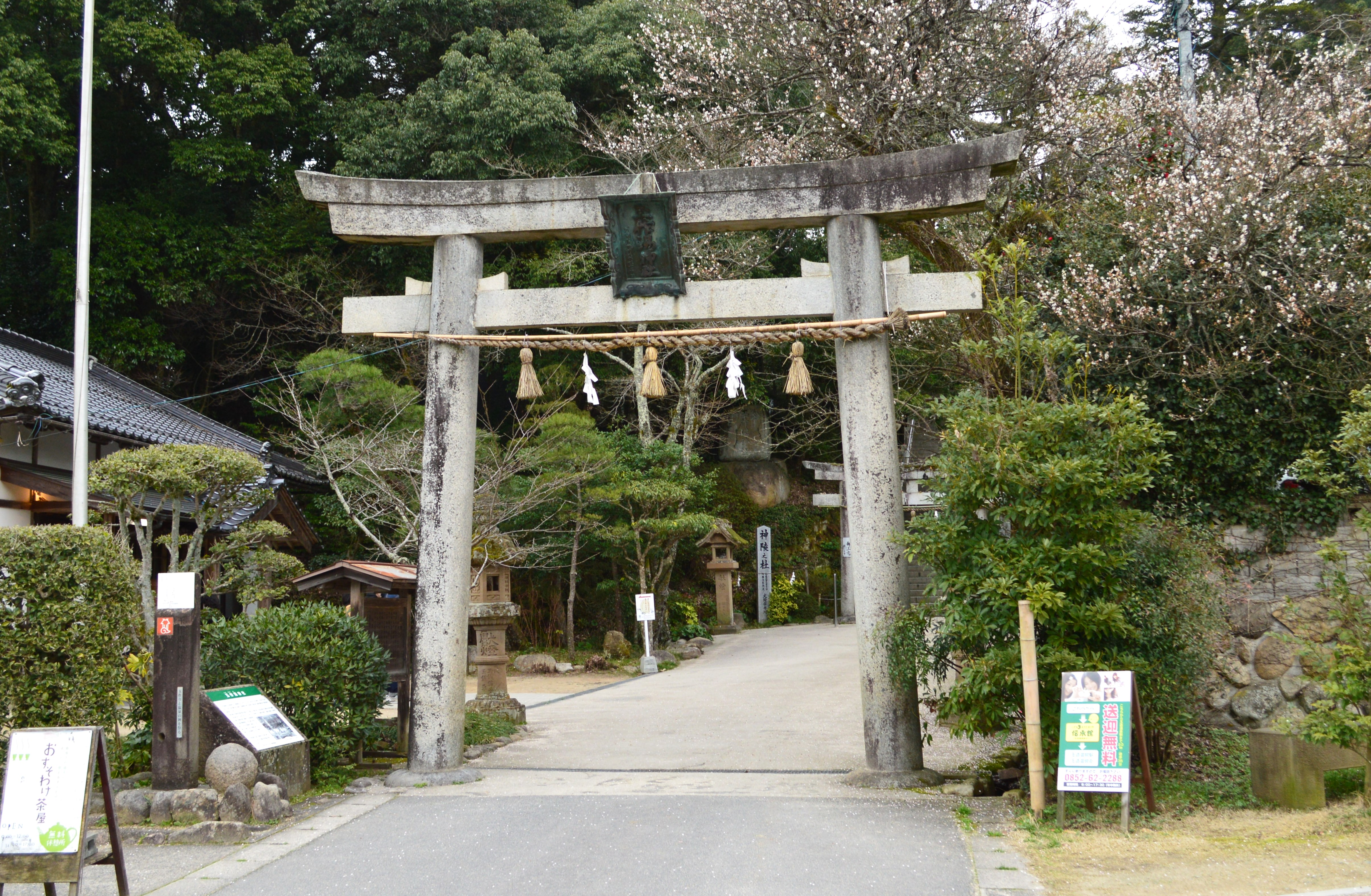
一の鳥居

玉作湯神社（たまつくりゆじんじゃ、玉造湯神社）は、島根県松江市玉湯町玉造にある神社。式内社で、旧社格は県社。神紋は「二重亀甲に丸玉管玉勾玉」。

## 祭神
祭神は次の4柱。
- 櫛明玉神 （櫛明玉命、くしあかるたまのみこと）
- 大名持神
- 少彦名神
- 五十猛神

延長5年（927年）成立の『延喜式』神名帳での祭神の記載は「玉作湯神社」が1座、「同社坐韓国伊太氐（からくにいたて）神社」が1座の計2座。それぞれ『出雲国風土記』（天平5年（733年）成立か）に見える「玉作湯社」と「由宇社」に比定される。

### 祭神について

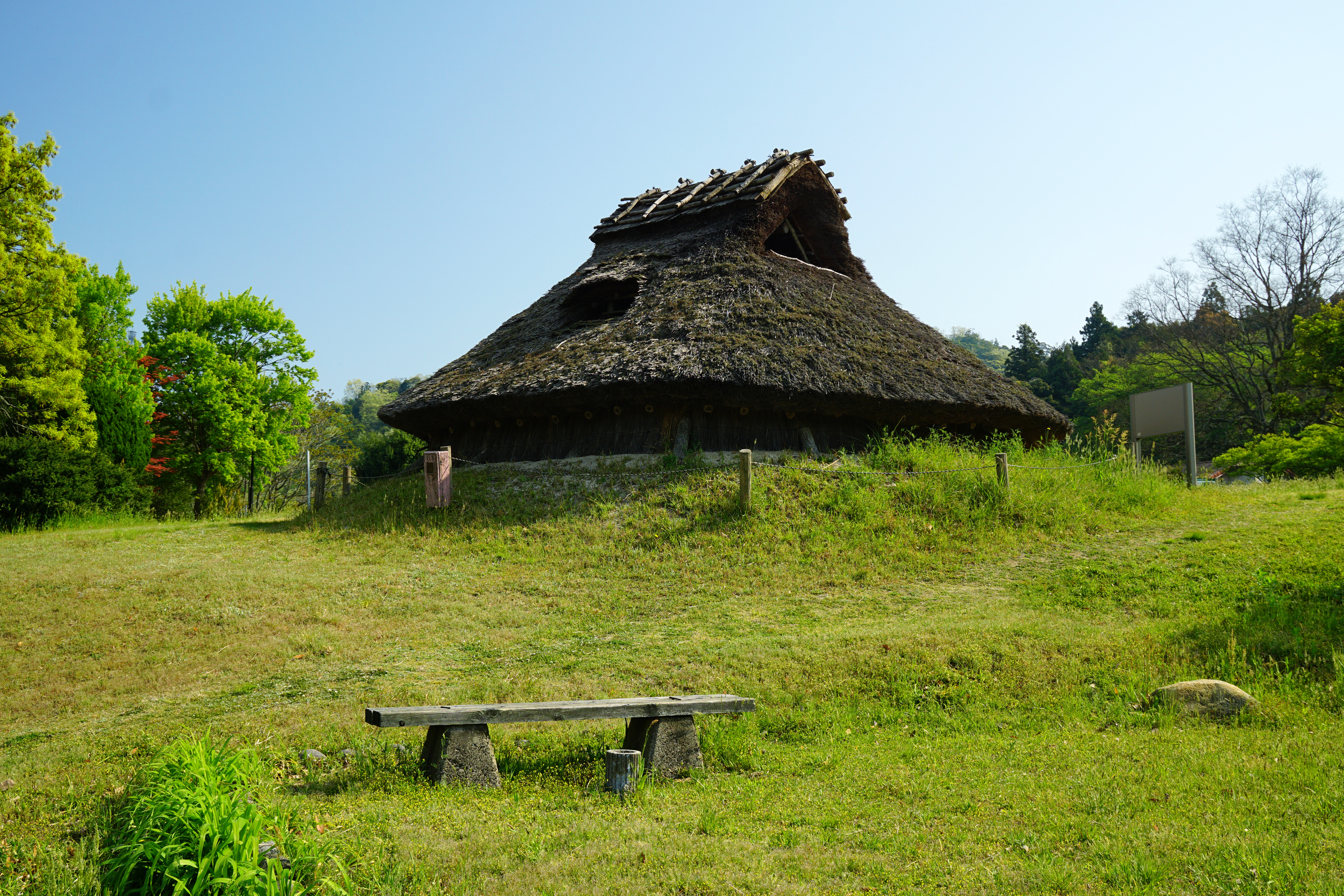
出雲玉作史跡公園

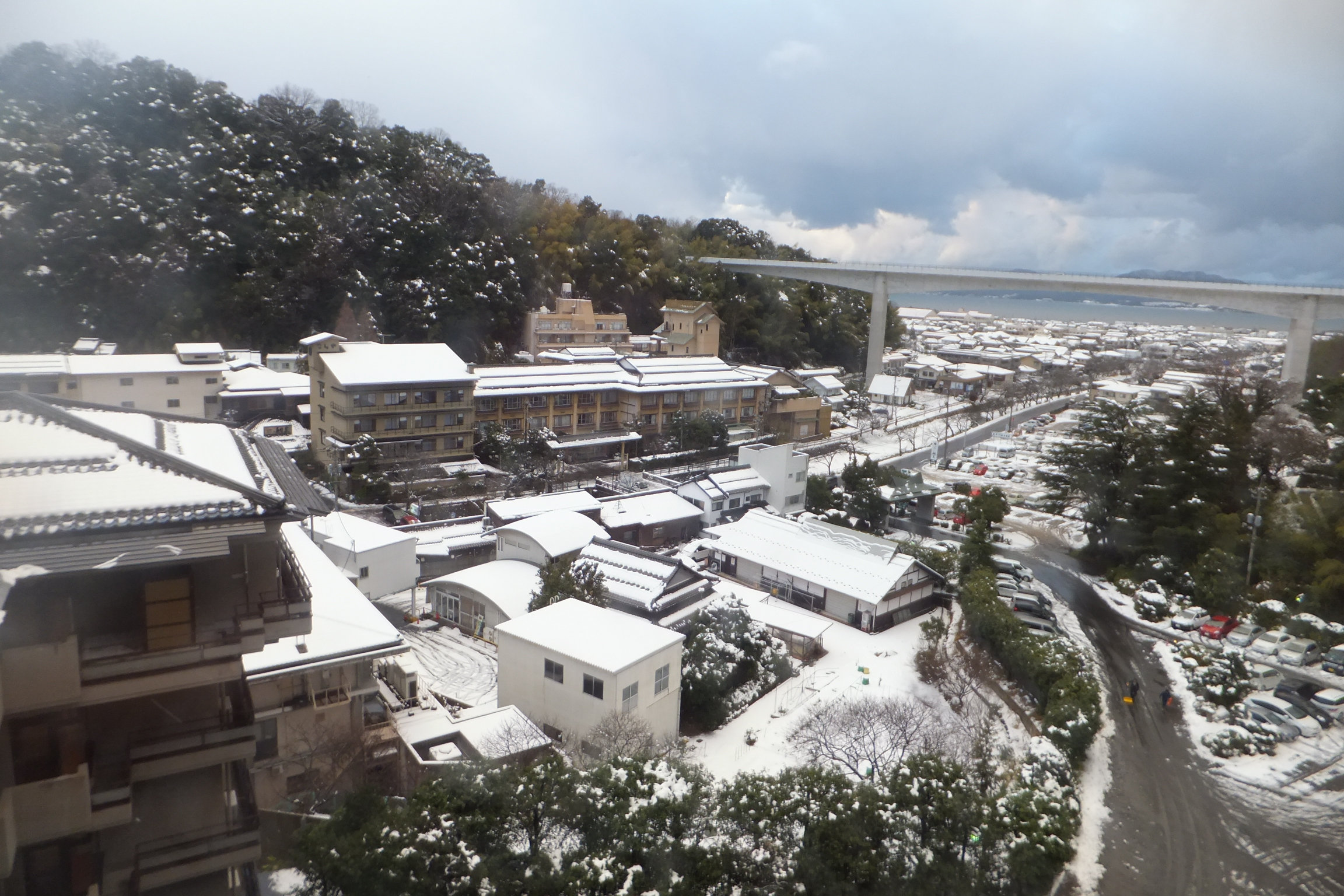
玉造温泉街

神名の「玉作湯神」に関しては、「玉作神」と「湯神」の二元的性格が指摘される。前者の「玉作」とは玉類（勾玉・管玉・丸玉など）の製作を意味する。鎮座地の花仙山一帯は出雲地方における玉作の中心地とされ、弥生時代末期に始まる玉作遺跡（国の史跡「出雲玉作跡」）が濃密に分布するほか、遺跡からの出土品の一部は玉作湯神社に所蔵され国の重要文化財に指定されている。また当地一帯は『出雲国風土記』に見える「忌部神戸」に比定されることから、玉作湯神社は忌部氏（斎部氏）の管掌下で玉類製造にあたった玉作部により奉斎されたものと推測されている。『古語拾遺』では櫛明玉命が出雲国玉作の祖である旨が記されており、現在の玉作湯神社ではこの櫛明玉命を祭神の1柱に祀っている。また同書では、天富命が斎部諸氏を率いて各種神宝を作らせたうち、櫛明玉命の子孫には「御祈玉（みほきたま）」を作らせ、その櫛明玉命の後裔は出雲国にあって毎年調物と併せて玉を貢進する旨が記されているが、実際に『延喜式』臨時祭では毎年10月に出雲国意宇郡の神戸玉作氏が玉を進上する旨が規定されている。
後者の「湯神」の性格は、玉造温泉が神の湯として信仰されたことに関係する。現在の祭神のうち大名持神（大国主神）と少彦名神については、『伊予国風土記』逸文に道後温泉にまつわる伝承が記されており、その関係で両神は湯の神として当地に勧請されたものと推測する説がある。
なお、残る祭神の五十猛神は、『延喜式』神名帳に見える「同社坐韓国伊太氐神社」の祭神とされる。この「韓国伊太氐神」を祀る社は、『延喜式』神名帳では出雲国のみながら6社も見られる特異な存在で、「韓国」を冠することから朝鮮半島からの招来神と推測されている。

## 歴史

### 概史
創建は不詳。
『出雲国風土記』（天平5年（733年）成立か）では意宇郡条に「玉作湯社」と「由宇社」の記載がある（後者は「湯の社」の意か）。
国史では、貞観元年（859年）に「湯坐志去日女命」の神階が無位から正五位下に昇叙された旨と、貞観13年（871年）に「湯神」の神階が従四位下に昇叙された旨が記されている。
延長5年（927年）成立の『延喜式』神名帳では出雲国意宇郡に「玉作湯神社」ならびに「同社坐韓国伊太氐神社」の記載が見え、2社が式内社に列している。
中世に入り、『忌部総社神宮寺根元録』によれば建長4年（1252年）に佐々木泰清から米5石の寄進のことがあったという。また永禄元年（1558年）の棟札では「湯姫大明神」とある。
江戸時代には松江藩からの崇敬を受け、境内に隣接して玉造御茶屋も設けられたほか、代々の藩主による参詣や代参のことがあった。特に享和3年（1803年）には、7代藩主の松平治郷から「湖南玉造薬泉神社」銘の額が奉納されている。この頃の史料では、社名について「湯船明神」や「湯船大明神」などと見える。その後、安政4年（1857年）に現在に見る本殿が再建された。
明治維新後、社号を「玉作湯神社」に戻すとともに近代社格制度では当初村社に列し、昭和3年（1928年）3月に県社に昇格した。

### 神階
- 貞観元年（859年）7月11日、無位から正五位下 （『日本三代実録』） - 表記は「湯坐志去日女命」。
- 貞観13年（871年）11月10日、正五位上から従四位下 （『日本三代実録』） - 表記は「湯神」。

## 境内

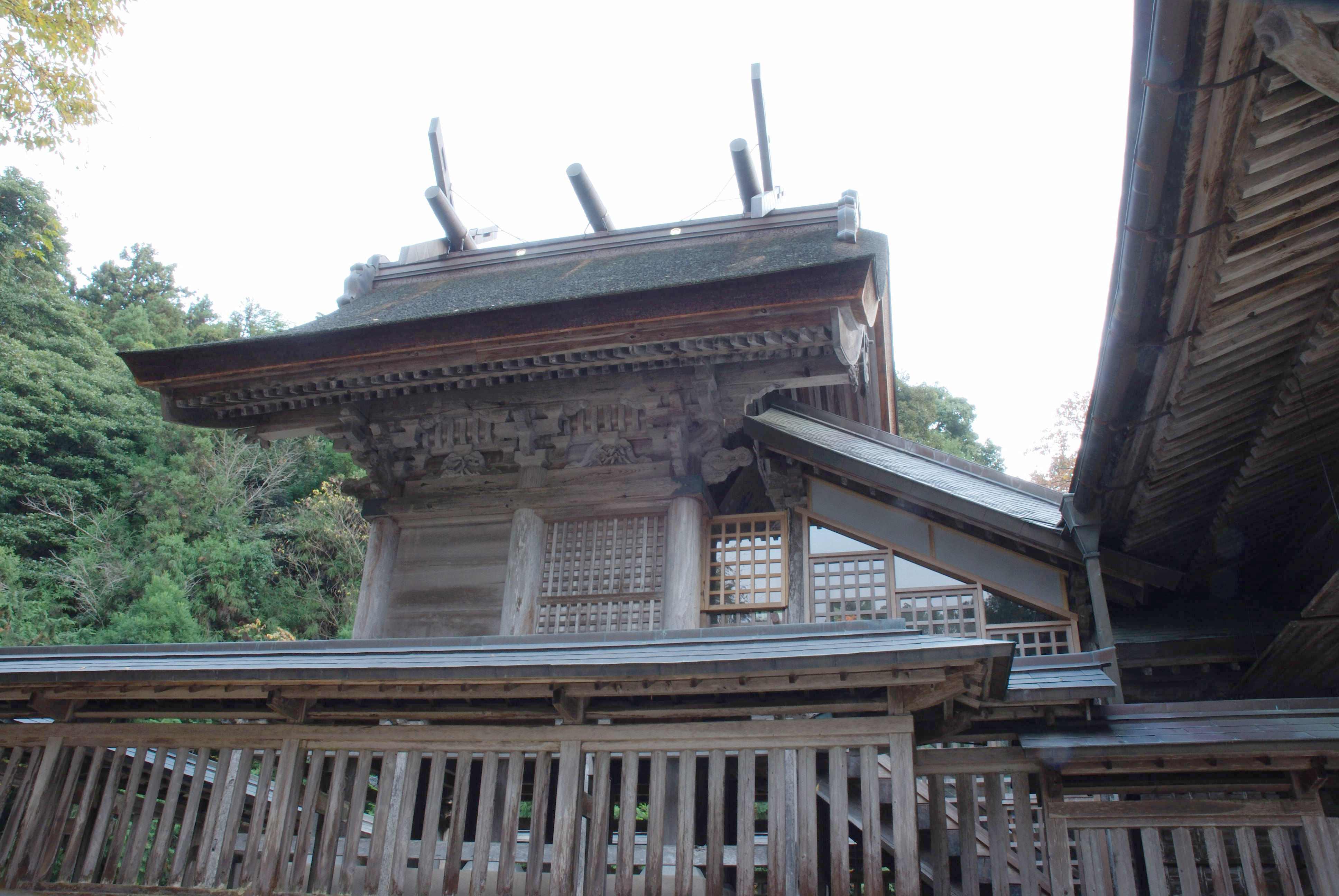
本殿

- 一の鳥居 - 扁額は、第25代・第28代内閣総理大臣・若槻禮次郎による揮毫[11]。
- 二の鳥居
- 社務所
- 出雲玉作跡出土品収蔵庫 - 参道石段脇にあり、1960年（昭和35年）に建てられた古代家形埴輪を模した収蔵庫で、約700点の古代玉作りに関する資料が収蔵され、そのうち、玉類及同未成品 184箇、砥石残闕共 162箇などが国の重要文化財に指定されている[11]。
- 拝殿・本殿 - 本殿は安政4年（1857年）の再建によるもので、大社造を変形した様式になる[9]。
- 御神水・願い石 - 社務所で叶い石を拝受し、御神水を願い石と叶い石にかけ、叶い石で願い石に、そっと触れながら願い事を3回祈念し、社務所に戻り願い札に願いを書き、複写の1枚を札入れへ入れ、もう1枚を叶い石とともに、お守り袋へ入れると願いが叶うとされる[11]。
- 毎年1月１日、2日の二日間は午前9時から午後４時まで無料のお正月ふるまいが行われ、カニ汁、ぜんざい、焼き芋、その他がふるまわれる。
- 真玉ヶ池
- 摂末社 - 後述
- 玉造要害山城 - 境内背後の丘陵に築かれた山城跡。土塁、空堀、井戸跡などが良好に残る[11]。

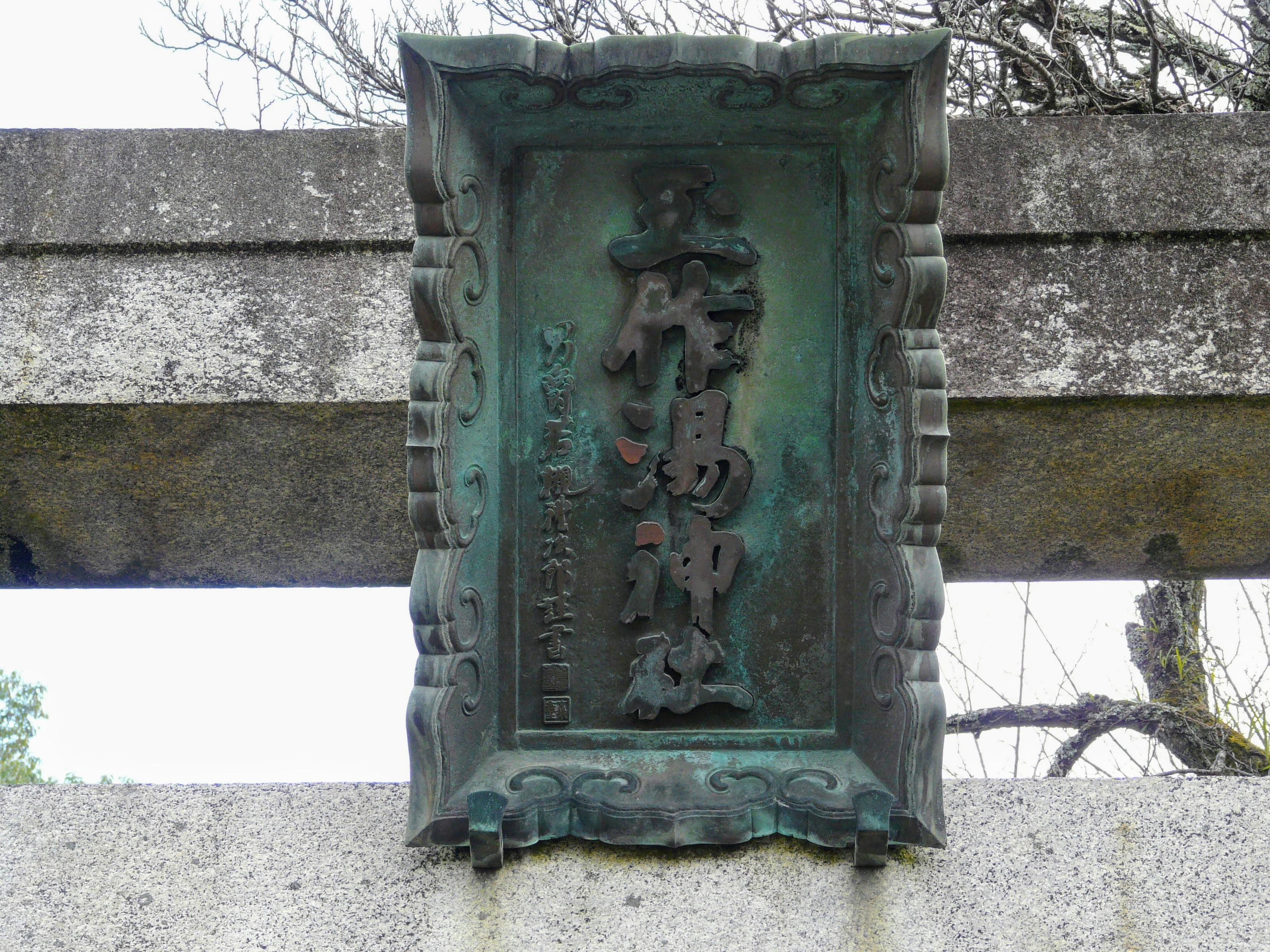
一の鳥居扁額
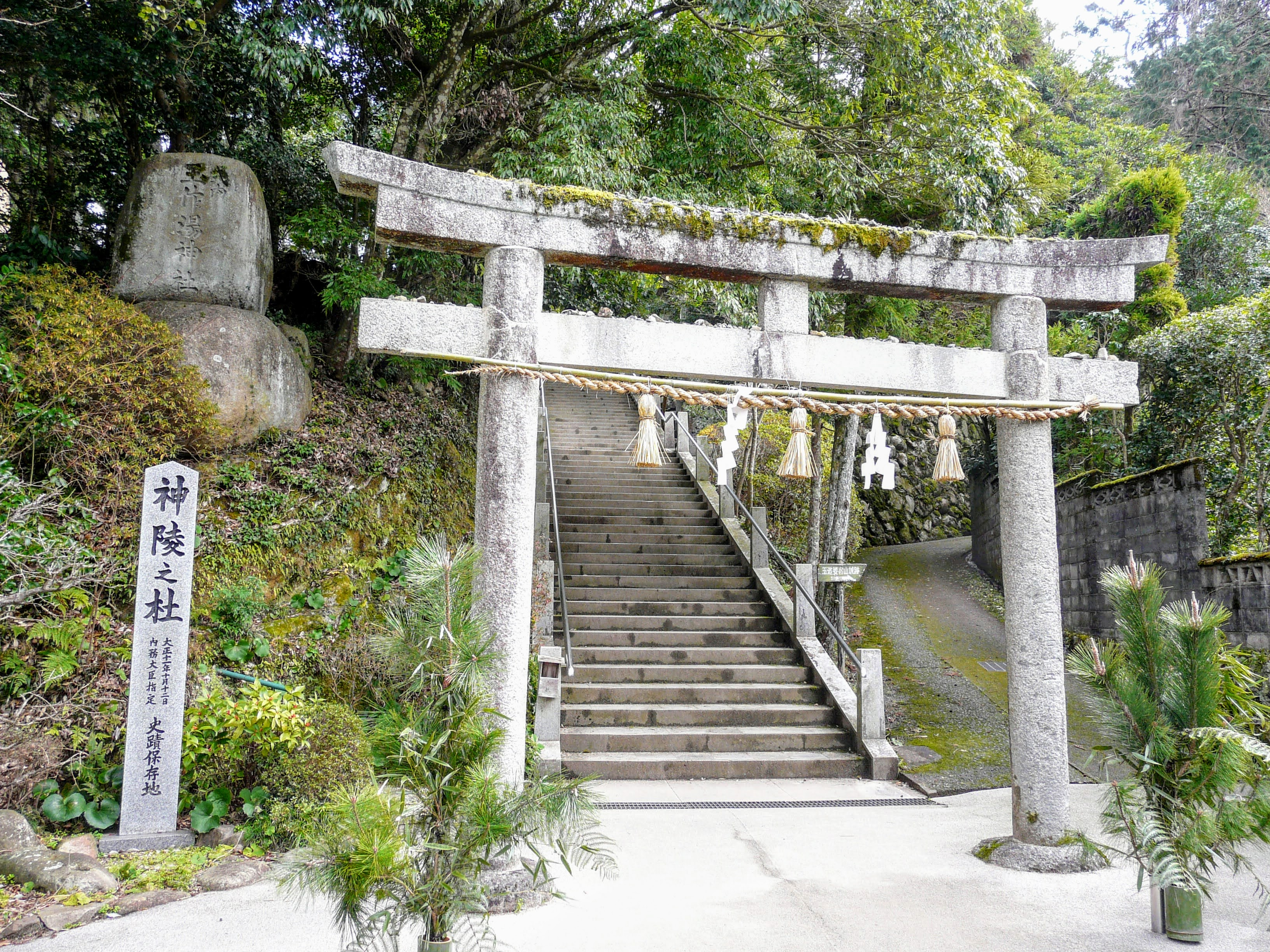
二の鳥居
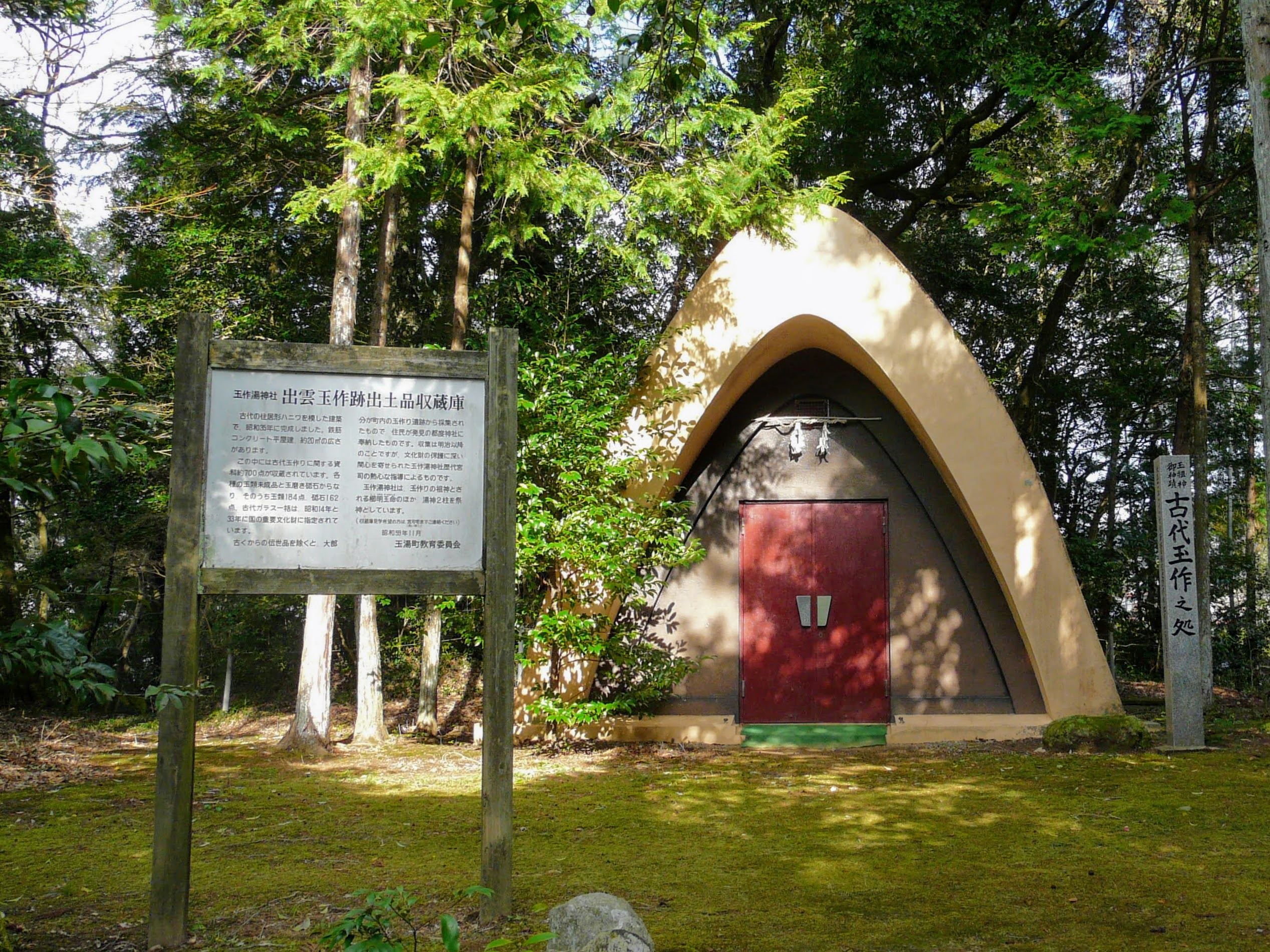
出雲玉作跡出土品収蔵庫
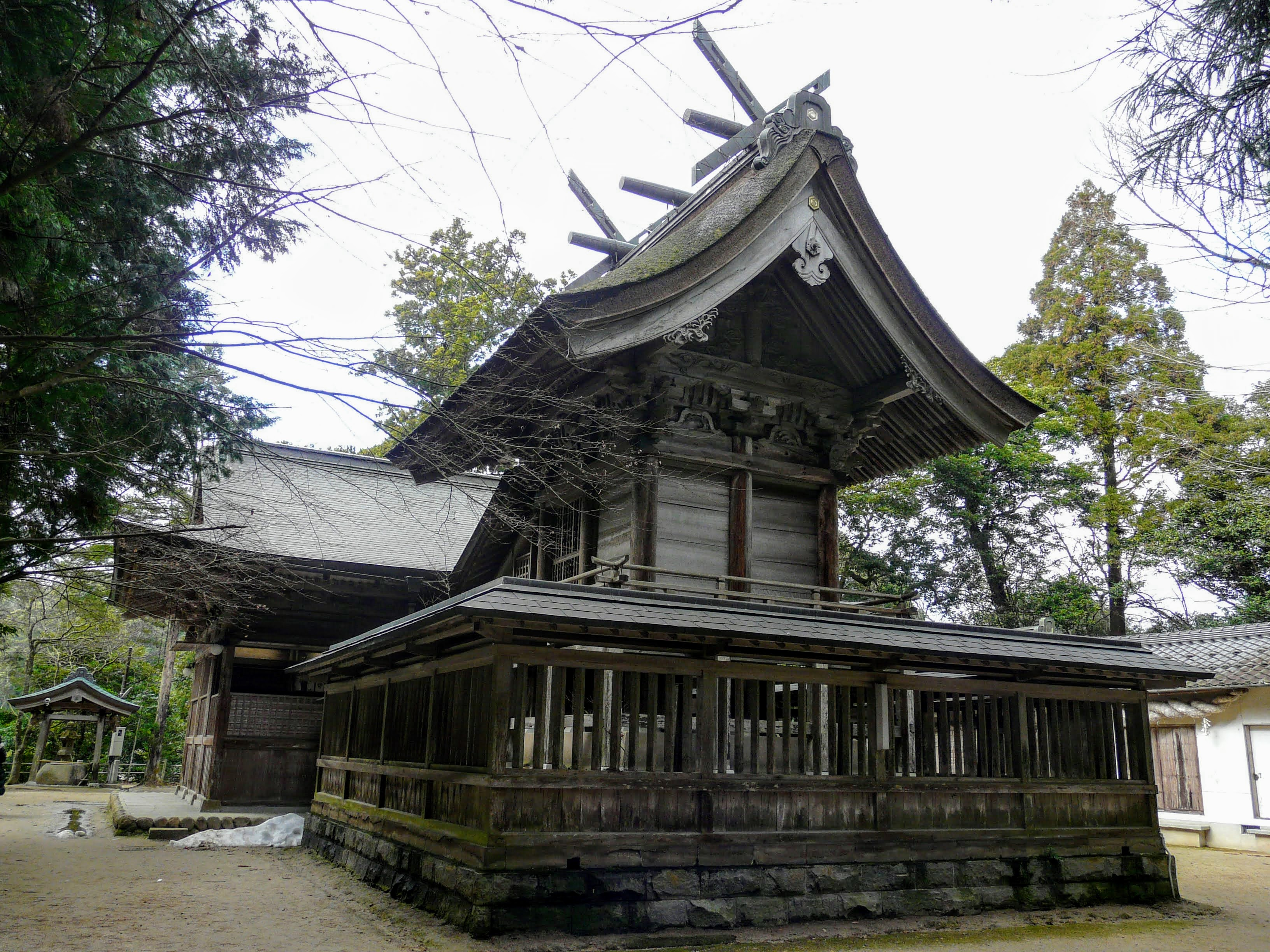
後方より見た本殿
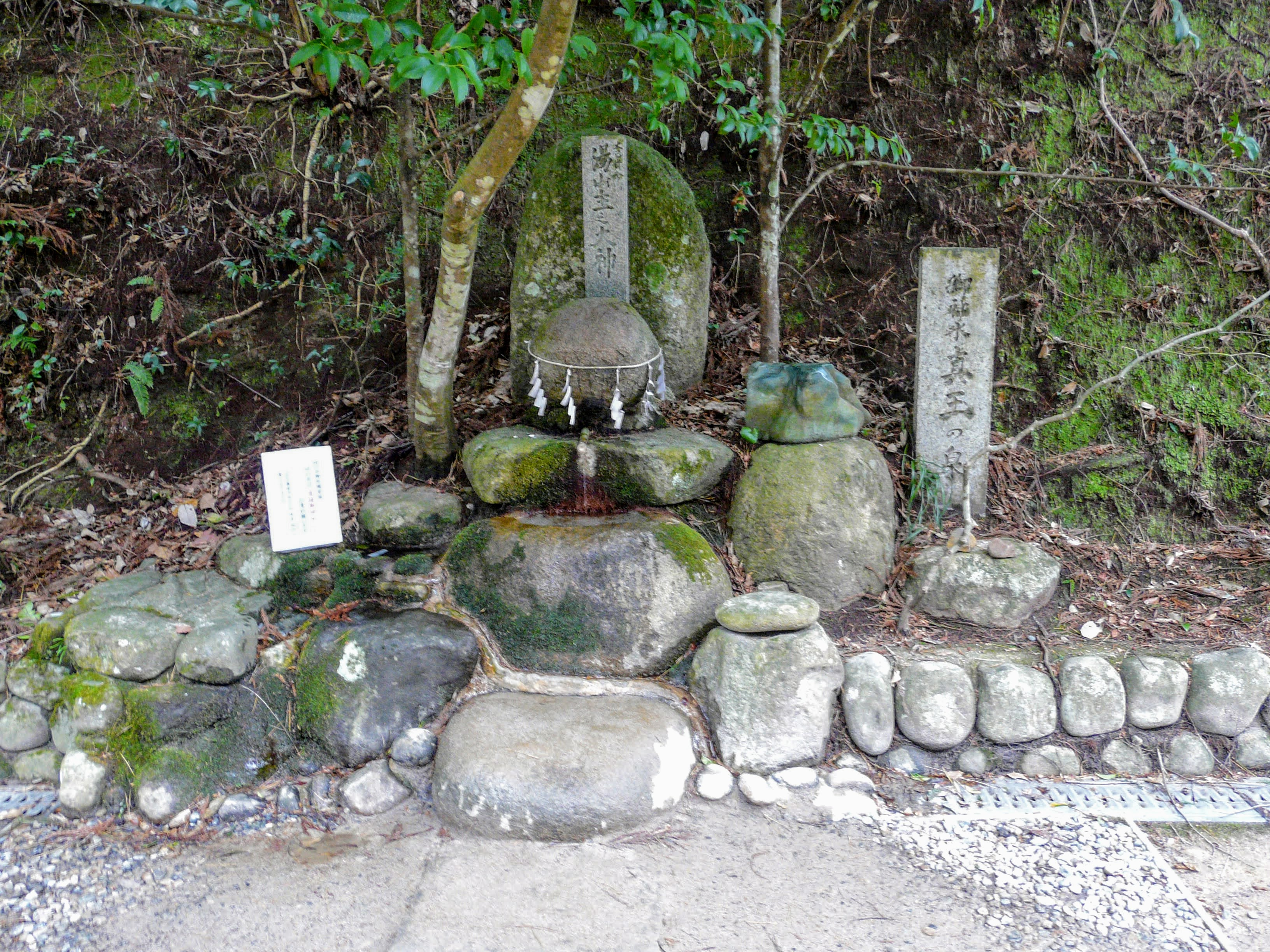
御神水と願い石
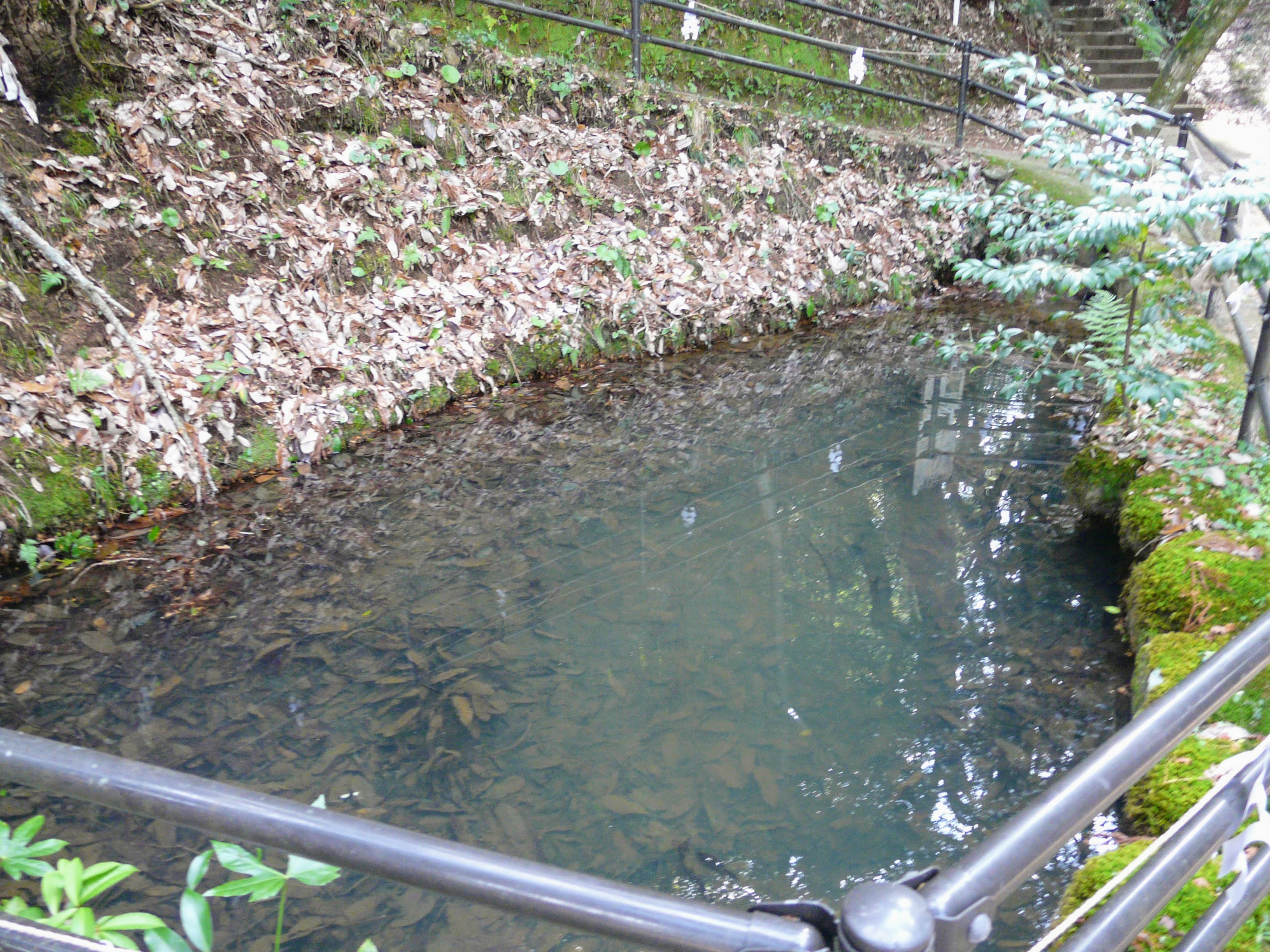
真玉ケ池

## 摂末社
- 湯姫大明神社 - 祭神：湯姫大明神。例祭日：10月10日[11]。
- 金刀比羅神社 - 祭神：大物主命。例祭日：7月10日[11]。
- 素鵞・記加羅志神社（そが・きがらしじんじゃ） - 祭神：素盞鳴尊。例祭日：3月11日[11]。
- 福徳神社 - 祭神：大國主命。例祭日：1月3日[11]。
- 澤玉神社 - 祭神：猿田彦命。例祭日：10月9日[11]。
- 稲荷神社 - 祭神：稲倉魂命（うがのみたまのみこと）。例祭日：10月1日[11]。
- 玉宮神社 - 祭神：玉祖命。例祭日：9月1日[11]。
- 湯山遥拝殿 - 祭神：湯山主命（別名：大巳貴神）[11]。
- 布吾彌神社 - 境外社で式内社「布吾彌神社」の論社。

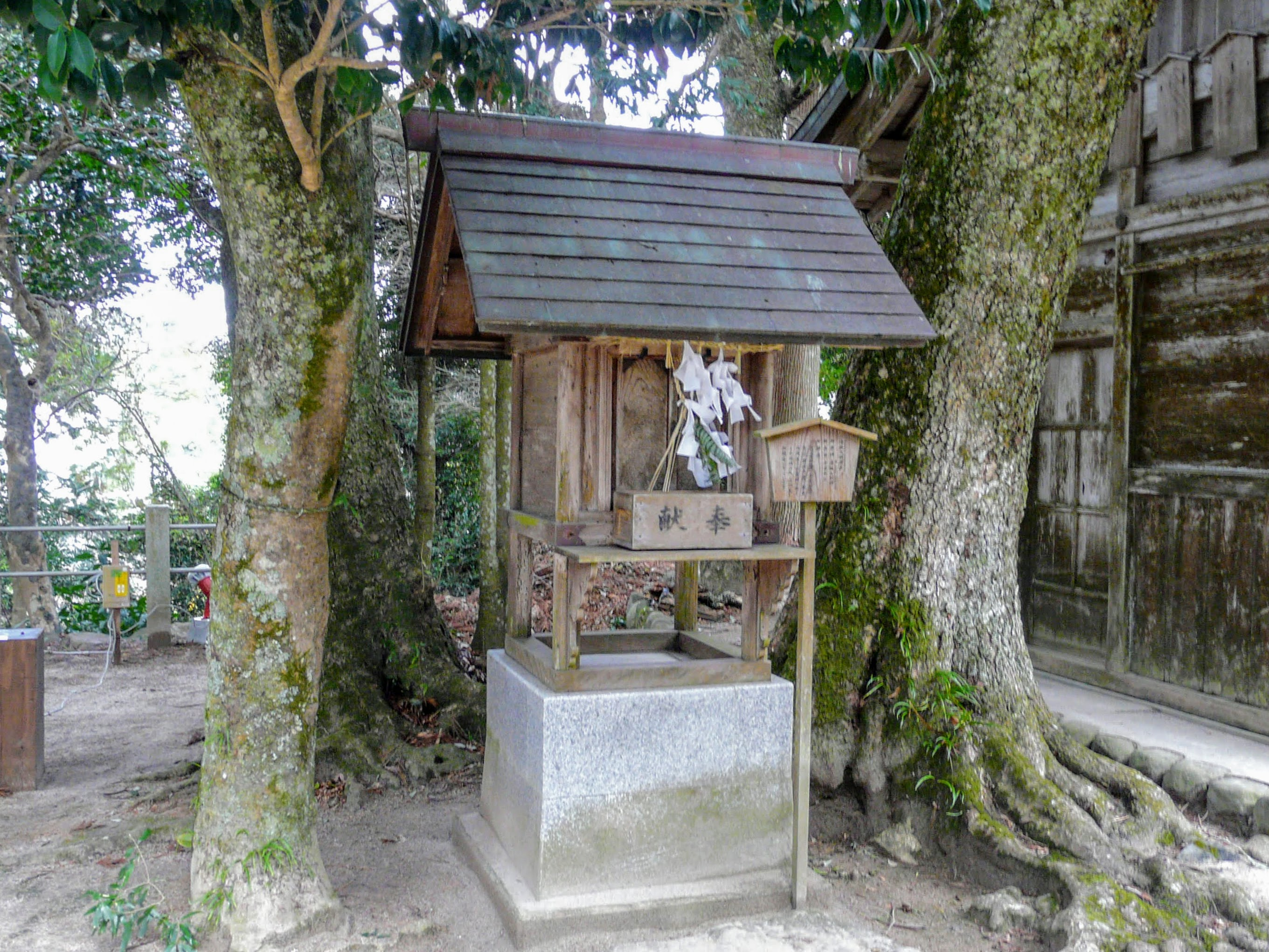
湯姫大明神社
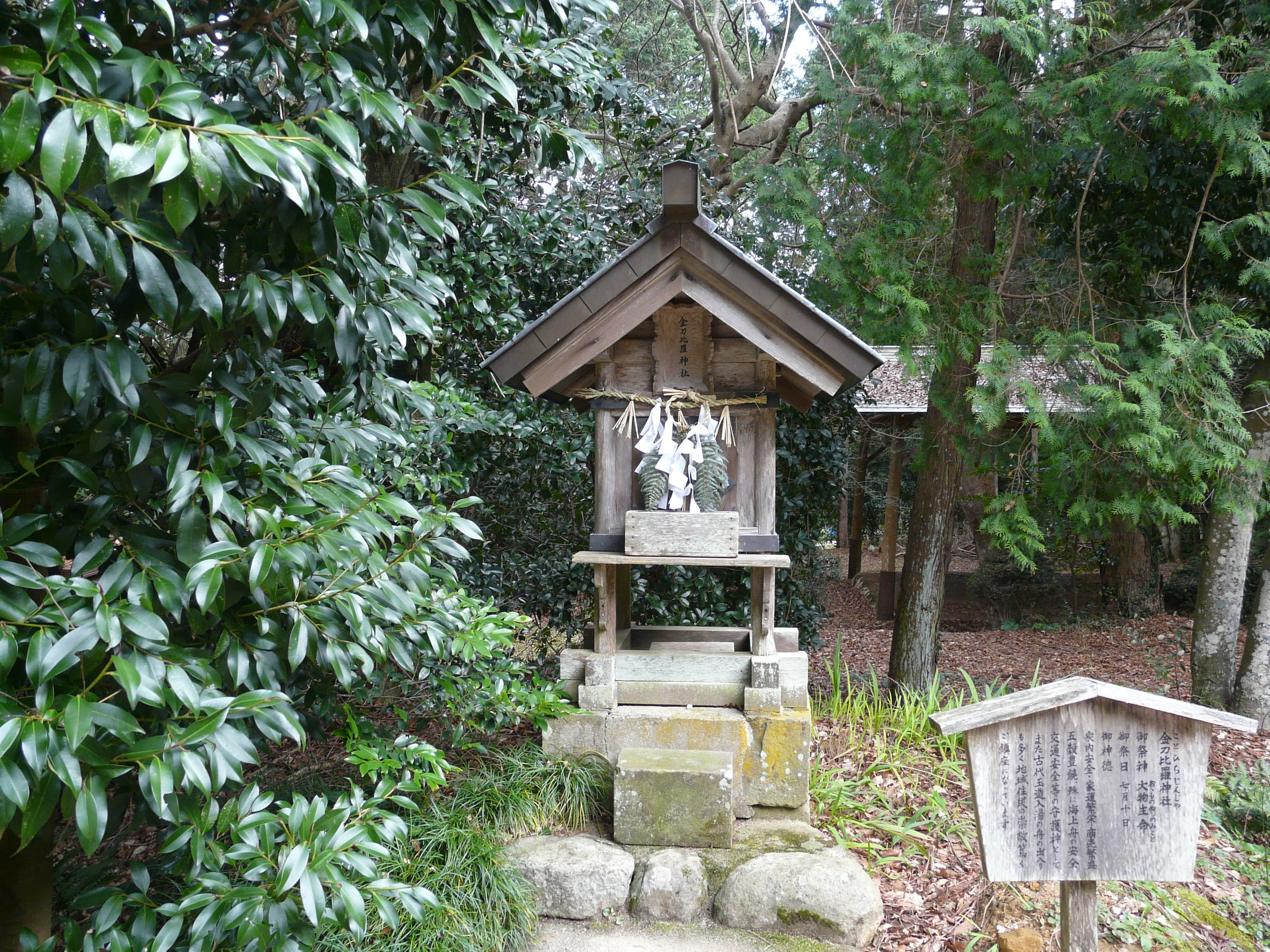
金刀比羅神社
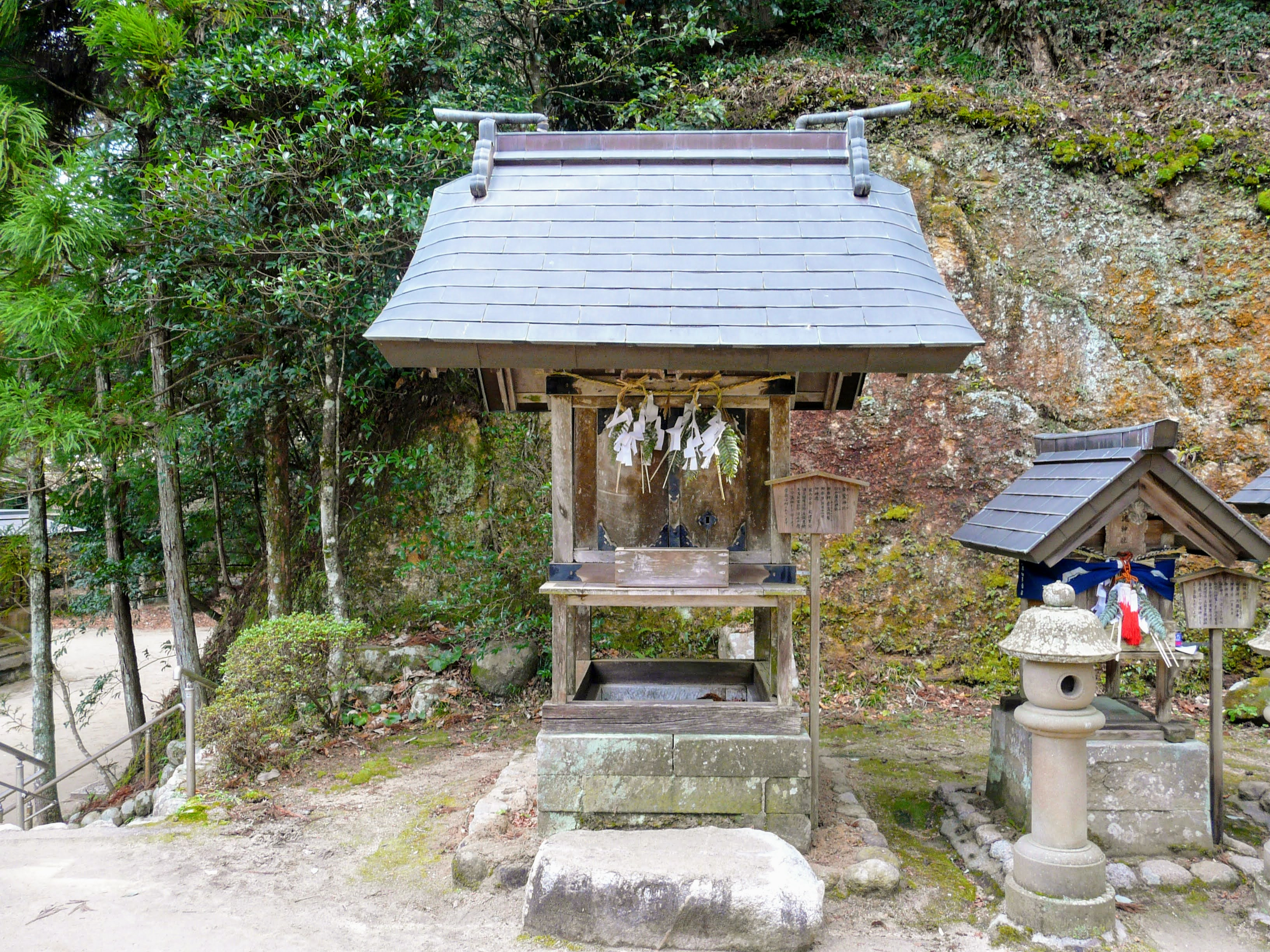
素鵞神社 記加羅志神社
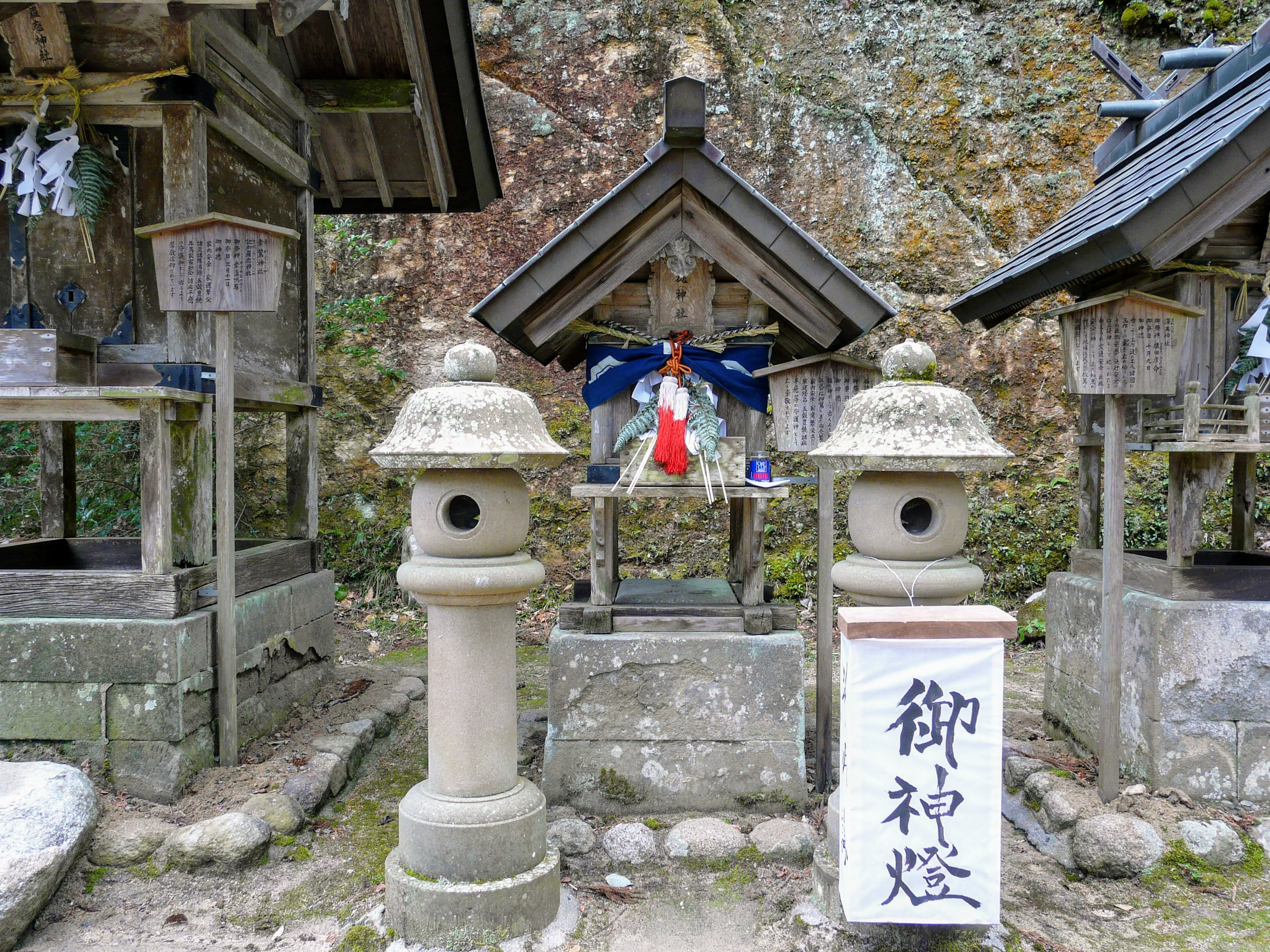
福徳神社
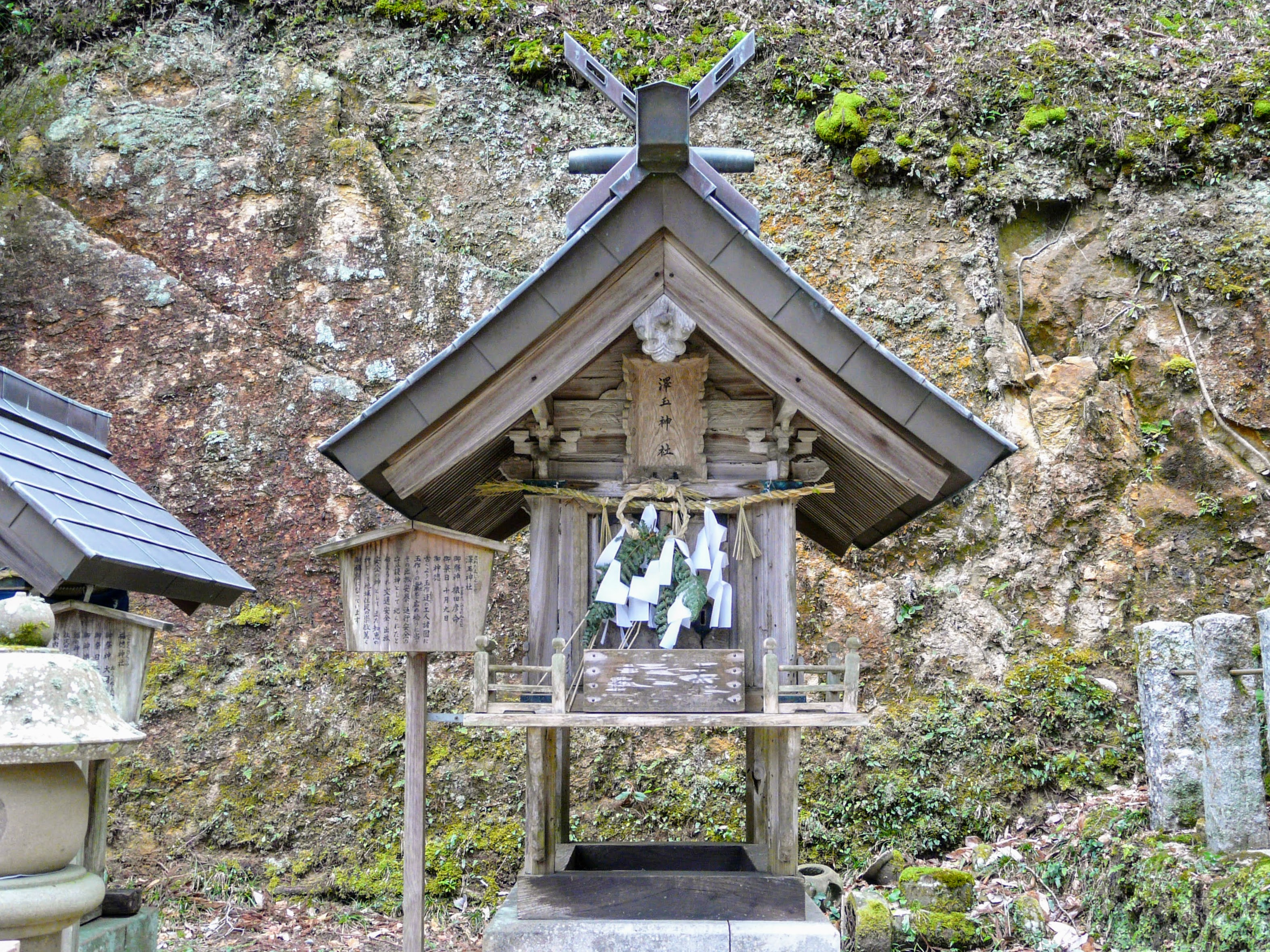
澤玉神社
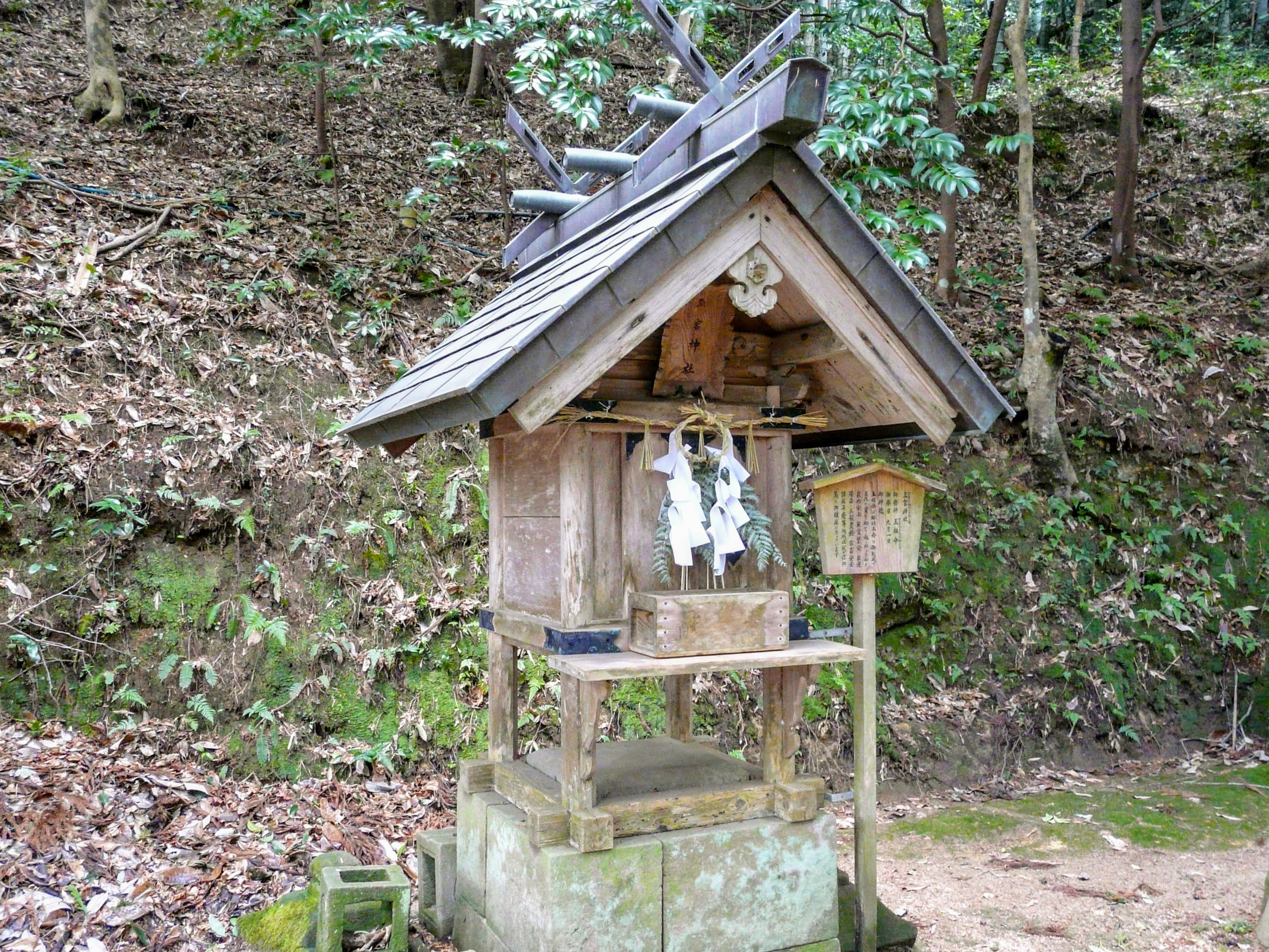
玉宮神社
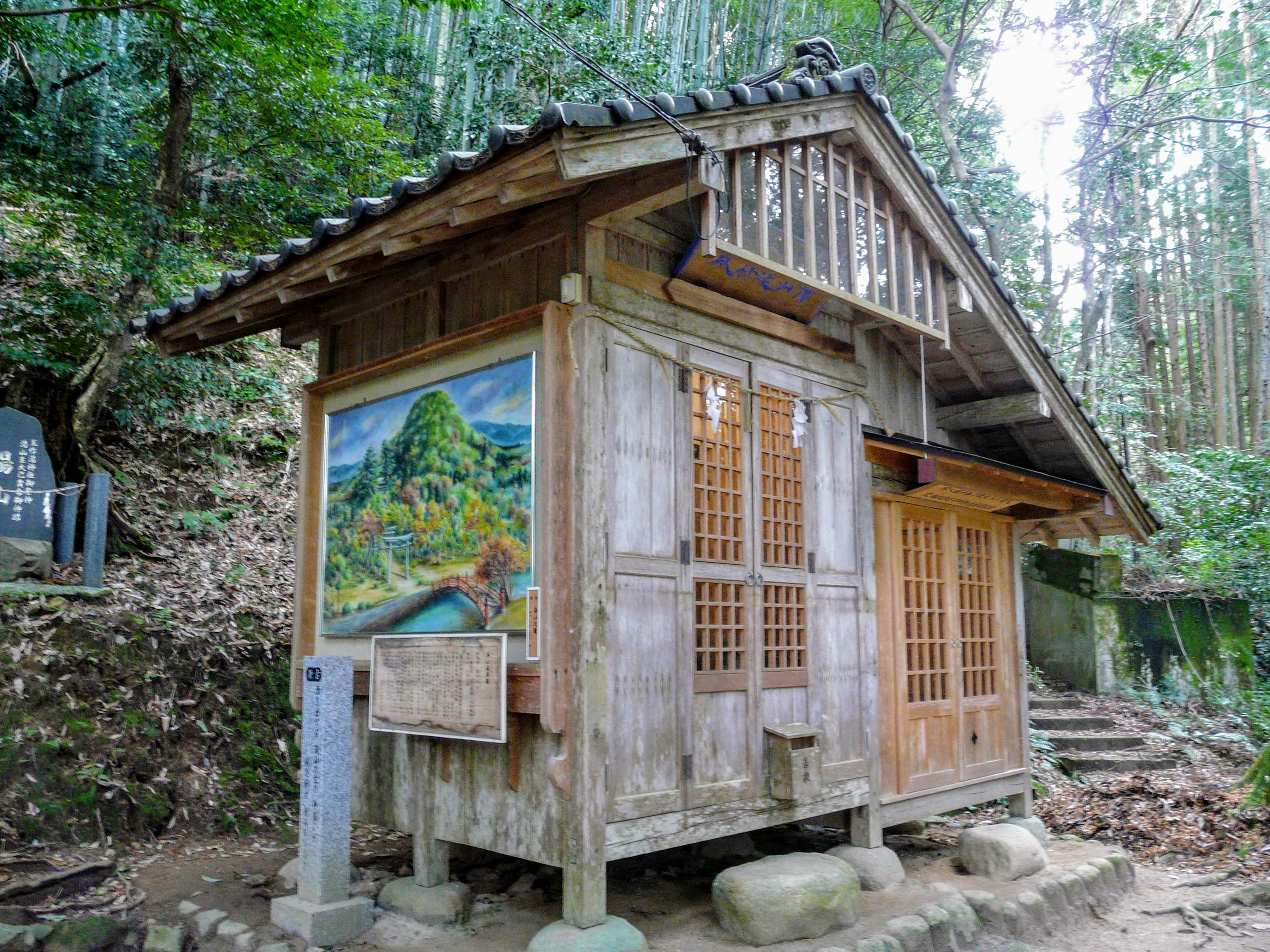
湯山遥拝殿

## 主な祭事
- 夏祭り （7月15日）
- 例大祭 （10月10日）

## 文化財

### 重要文化財（国指定）
- 出雲国玉作阯出土品 一括（考古資料） - 昭和14年5月27日に指定、昭和33年2月8日に追加指定・名称変更・員数変更[12][13]。
  - 玉類及同未成品 184箇
  - 砥石残闕共 162箇
  - 硝子塊 11箇
  - 坩堝残片等 一括

これらの出土品は境内にある収蔵庫に保管されている。

### 国の史跡
玉作湯神社境内は、国の史跡「出雲玉作跡」の一角（宮ノ上地区）として史跡に指定されている。大正11年10月12日指定。

### 島根県指定文化財
- 史跡
  - 玉造築山古墳
玉造地区の西側に残る円墳。安政4年（1857年）に発掘されて銅鏡等が出土し、現在は舟形石棺2基を露出する[14]。古墳域は玉作湯神社有地[2]。昭和36年6月13日指定[15]。

### 松江市指定文化財
- 有形文化財
  - 上御入湯日記留（古文書） - 平成14年7月10日指定[16]。
  - 玉造古墓出土資料（考古資料） - 昭和61年3月31日指定[16]。

## 現地情報
所在地
- 島根県松江市玉湯町玉造508

交通アクセス
- 西日本旅客鉄道（JR西日本）玉造温泉駅から
  - バス：一畑バス（玉造温泉行き）で「玉造温泉」バス停下車

周辺
- 玉造温泉
- 出雲玉作史跡公園
- 出雲玉作資料館
- 玉造要害山城跡
- 清巌寺